# 高登科
高登科（1920年—？），是一名前網球運動員，雲林斗六人，畢業於早稻田大學，曾任職於臺灣銀行。早期參與軟式網球，赴日留學時改打硬式網球，回台後成為台灣男子網球第一人，長年壟斷國內男子單打賽事。1958年亞洲運動會網球比賽，和詹秀棉攜手奪下混合雙打銅牌。淡出賽場後轉戰商場，成立松江實業股份有限公司並擔任董事長。